# Thomas Spengler
Thomas Stefan Spengler (* 20. Juli 1963 in Karlsruhe) ist ein deutscher Betriebswirt mit einem Forschungsschwerpunkt im Themenfeld Produktion und Logistik. Er ist Leiter des Instituts für Automobilwirtschaft und Industrielle Produktion sowie Inhaber des Lehrstuhls für Produktion und Logistik der TU Braunschweig, wo er 2008 bis 2012 Vizepräsident für Forschung uns wissenschaftlichen Nachwuchs war. Neben der universitären Tätigkeit ist er Gründungsmitglied im Niedersächsischen Forschungszentrum Fahrzeugtechnik (NFF) sowie im Niedersächsischen Forschungszentrum Produktionstechnik (NFP).

## Leben und Wirken
Spengler studierte Wirtschaftsingenieurwesen an der Universität Karlsruhe (TH), wo er 1994 promovierte und sich 1998 habilitierte.
Spengler hat in einer großen Reihe namhafter Fachzeitschriften publiziert, darunter im European Journal of Operational Research, der OR Spektrum, im International Journal of Production Research und in der Zeitschrift für Betriebswirtschaft. Wesentliche Inhalte seiner Forschungsarbeit sind Aspekte der Nachhaltigkeit in Produktion und Logistik sowie Fragestellungen im Kontext von Closed-Loop-Systemen.

## Schriften (Auswahl)
- Industrielle Demontage- und Recyclingkonzepte – Betriebswirtschaftliche Planungsmodelle zur ökonomisch effizienten Umsetzung abfallrechtlicher Rücknahme- und Verwertungspflichten. (= Dissertation, Universität Karlsruhe). In: Abfallwirtschaft in Forschung und Praxis. Band 67. E. Schmidt, Berlin 1998, ISBN  	3-503-03608-3.
- Industrielles Stoffstrommanagement – Betriebswirtschaftliche Planung und Steuerung von Stoff- und Energieströmen in Produktionsunternehmen. (= Habilitationsschrift, Universität Karlsruhe). In: Technological economics. Band 54. E. Schmidt, Berlin 1998, ISBN 3-503-04398-5.